# 6240 Lucretius Carus
6240 Lucretius Carus (1989 SL1) là một tiểu hành tinh vành đai chính được phát hiện ngày 16 tháng 9 năm 1989 bởi E. W. Elst ở La Silla.